# Biserica de lemn din Peceiu

Biserica de lemn din Peceiu

Biserica de lemn din Peceiu s-a aflat în localitatea omonimă din județul Sălaj și a fost ridicată pe la mijlocul secolului 18.  Ea a funcționat ca biserică parohială până în anul 1858, când a fost ridicată biserica de zid actuală. Biserica de lemn a fost păstrată până în prima jumătate a secolului 20 fiind documentată de cercetătorul Leontin Ghergariu și preotul satului Valeriu Grigore Sima, cei care ne-au lăsat mărturii prețioase despre valențele ei.

## Istoric
Vechimea bisericii de lemn din Peceiu se poate aproxima pe la mijlocul secolului 18. Conform tradiției locale lemnele fuseseră doborâte dintr-o pădure seculară, Dumbrava, dispărută de multă vreme. O inscripție de pe iconostas păstra anul 1757, an în care interiorul fusese pictat, probabil că la puțin timp după terminarea construcției. Icoana împărătească a lui Iisus era de asemenea datată din același an 1757, marcând efortul făcut de comunitate pentru înzestrarea interioară a lăcașului.
Lăcașul a fost consemnat într-o conscripție din anul 1762, în care doi preoți neuniți serveau cele 79 de familii ale satului. El a fost vizitat și binecuvântat în vara anului 1776 de către episcopul unit Grigore Maior, aflat în  vizită canonică în comitatele Solnocul de Mijloc, Crasna și Dăbâca. Întreaga comunitate, de 78 de familii, a fost cu această ocazie înscrisă de episcop în cuprinsul Episcopiei unite de Făgăraș-Alba Iulia. Lăcașul a funcționat ca biserică parohială până în anul 1858, când a fost ridicată biserica de zid actuală. Biserica de lemn a fost demolată în prima jumătate a secolului 20.

## Trăsături
Biserica din Peceiu avea încăperile tradiționale caracteristice unui lăcaș de cult din zonă, cu tindă și biserică cuprinse într-un dreptunghi de 9 m lungime și 4,5 m lățime, la care se adăuga un pridvor pe 8 stâlpi, de circa un metru lățime, deschis spre bătătura bisericii. Intrarea în tindă se făcea prin pridvor pe latura de sud. Altarul era mai îngust decât corpul bisericii și încheiat în cinci laturi. Din imagini se remarcă tratarea decorativă a stâlpilor pridvorului, al portalului de la intrare, brâul care înconjura biserica și consolele puternice ieșite în trepte.
Construcția nu se deosebea de majoritatea celorlalte biserici sălăjene în ceea ce privește interiorul. Acesta avea o tindă întunecoasă tăvănită pe sub tălpile turnului și un naos boltit luminat prin patru ferestre mărunte, câte două de fiecare latură. Tinda și naosul erau, conform tradiției secolului 18, despărțite de un perete cu o ușă în el. Spre altar erau, după cum ne informează Leontin Ghergariu, numai două uși, un aspect arhaic îndelung păstrat în bisericile de lemn ale Sălajului. Altarul era luminat de fereastra obligatorie spre răsărit și de încă o fereastră spre sud.
Turnul scund, cu un mic foișor pentru clopote și fleșa înaltă, era ridicat pe tălpi peste tindă și pridvor.